# Eroica (film 1960)
Eroica (Ερόικα) è un film greco del 1960 diretto da Michael Cacoyannis.